# Metro de Taiyuan
El Metro de Taiyuan es una red de metro que da servicio a la ciudad de Taiyuan, capital de la provincia china de Shanxi. La red fue abierta el 26 de diciembre del 2020.
Línea 1 ha estado en construcción desde el 30 de diciembre de 2019 y está previsto en ser abierto en 2024.

## Historia
El proyecto para la construcción de una red de metro en Taiyuan fue oficialmente abierto en septiembre de 2009, con el establecimiento de la Oficina para la Preparación del Metro de Taiyuan, que preparó la propuesta de su construcción y el mapa de la red, que tras ser aprobado por el gobierno de la ciudad de Taiyuan fue enviado al gobierno central para su aprobación definitiva. Así, la Comisión de Desarrollo y Reforma Nacional autorizaron la primera fase de la propuesta (2012−18) el 5 de septiembre de 2012, por lo que el 2 de noviembre de 2013 comenzó la construcción de la Línea 2.

## Líneas operativas

### Línea 2
Línea 2 fue primera línea en ser construido y en ser abierto en el día de la inauguración, el 26 de diciembre de 2020. La línea cruza el centro de la ciudad en dirección norte-sur. Su construcción empezó el 2 de noviembre de 2013. La primera fase consta de 23 estaciones, repartidos en 23.65 kilómetros de vía entre la Estación de Xiqiao en el del sur y la Estación de Jiancaoping. La línea utiliza 24 trenes automatizados Tipo A de seis vagones.

## En construcción

### Línea 1
Línea 1 es la próxima línea que está programado para su construcción. La ruta planificada pasa entre la Estación de Xishan Mining Bureau hasta la Estación del Aeropuerto de Wusu, pasando por áreas de mucha afluencia como la Estación de Autobuses Oeste de Taiyuan, la Universidad Tecnológica de Taiyuan, la Gran Puerta del Sur, la Plaza de Wuyi y la Estación Ferroviaria de Taiyuan. Línea 1 constará de 24 estaciones subterráneas y 28.575 kilómetros de pista. La construcción empezó el 30 de diciembre del 2019 y está previsto que sea completado en 2024.

## Desarrollo futuro
En la actualidad, seis líneas más están siendo planeadas, y para 2030, se espera que la red tenga siete líneas con una longitud total de 233.6 kilómetros y 150 estaciones.
La red entera está planificada para ser construido en tres fases, con una duración total 17 años. En la primera fase, consta de la construcción de las líneas 1 y 2, con una longitud combinada 49.2 kilómetros de vías entre 2013 y 2020.Se espera que la construcción de esta fase cueste 30.9 mil millones yuan (4,83 mil millones de USD) es decir, 628 millones yuan por kilómetro(98,2 millones de USD). Durante la segunda fase, desde 2018 hasta 2020, se espera completar las líneas 3 y 4 y la segunda fase de Línea 2, extendiendo la red a 116.2 km. El resto de la red está planeado para ser construido entre 2020 y 2030, completando el 233.6 km de la red.